# Онда (Колумбія)
Онда (ісп. Honda) — місто і муніципалітет в колумбійському департаменті Толіма на березі річки Маґдалена. Місто прозване «містом мостів» (La Ciudad de los Puentes), через понад 40 мостів через річки колумбія, Ґуалі, Ґуаріно і Кебрада-Сека та "мирним містом (Ciudad de la Paz), через уникнення насильства у 50-ті роки.
Онда була заснована 24 серпня 1539 року Франсиско Нуньєс Педросо. Її «золотою добою» була друга половина 19 століття, коли річка була головним транспортним засобом між карибським узбережжям та містом Богота. Онда була головним портом, через який перевозилися всі важливі товари країни, що везлися до столиці та з неї. Зараз головними видами економічної діяльності міста є туризм, рибальство і скотарство.
| Колумбія | Це незавершена стаття з географії Колумбії. Ви можете допомогти проєкту, виправивши або дописавши її. |